# Eustace Mullins
Eustace Clarence Mullins, Jr., född 9 mars 1923, död 2 februari 2010, var en amerikansk skribent och antisemit.

## Antisemitism
Ett genomgående tema i Mullins texter är ett pågående krigstillstånd mellan å enda sidan världens judar (som i Mullins teorier omfattar organiserad kommunism och finansvärlden) och å andra sidan världens kristna och den västerländska civilisationen.

## Död
I januari 2010 när Mullins var på turné drabbades han av en stroke i Columbus, Ohio. Detta efter att han under oklara omständigheter medicinerats med Seroquel, ett läkemedel som enligt vissa experter ger skador på hjärnan. Han avled 2 februari i Hockley, Texas.